# Mount Selwood
Mount Selwood är ett berg i Antarktis. Det ligger i Östantarktis. Australien gör anspråk på området. Toppen på Mount Selwood är 944 meter över havet.
Terrängen runt Mount Selwood är kuperad västerut, men österut är den platt. Terrängen runt Mount Selwood sluttar västerut. Trakten är obefolkad. Det finns inga samhällen i närheten.